# UMAG Classic (mannen)
De UMAG Classic is een eendaagse wielerwedstrijd in Kroatië die voor het eerst, als Trofej Umag, werd georganiseerd in 2013. De koers maakt deel uit van de UCI Europe Tour, in de categorie 1.2. Vanaf 2023 wordt er ook een editie voor vrouwen georganiseerd.

## Lijst van winnaars

### Overwinningen per land
| Overwinningen | Land                                                                    |
| ------------- | ----------------------------------------------------------------------- |
| 4             | Slovenië                                                                |
| 2             | Tsjechië                                                                |
| 1             | Duitsland, Italië, Nederland, Noorwegen, Verenigd Koninkrijk, Slowakije |

2005 · 
2006 · 
2007 · 
2008 · 
2009 · 
2010 · 
2011 · 
2012 · 
2013 · 
2014 · 
2015 · 
2016 · 
2017 ·
2018 ·
2019 ·
2020 ·
2021 ·
2022 ·
2023 ·
2024 ·
2025
Belangrijkste etappewedstrijden

Internationaal Wegcriterium · Driedaagse Brugge-De Panne · Ronde van de Alpen · Vierdaagse van Duinkerke · Ronde van Beieren · Ronde van Noorwegen · Ronde van België · Ronde van Luxemburg · Ronde van Oostenrijk · Ronde van Wallonië · Ronde van Burgos · Ronde van Denemarken · Arctic Race of Norway · Ronde van Groot-Brittannië
Belangrijkste eendaagse wedstrijden

Trofeo Laigueglia · GP Lugano · GP Nobili Rubinetterie · Dwars door Vlaanderen · Scheldeprijs · Brabantse Pijl · GP Kanton Aargau · Brussels Cycling Classic · GP Fourmies · Primus Classic Impanis-Van Petegem · Ronde van de Drie Valleien · Milaan-Turijn · Ronde van Piemonte · Ronde van het Münsterland · Ronde van Emilia · Parijs-Tours · GP Bruno Beghelli